# Microeubria schuhi
Microeubria schuhi là một loài bọ cánh cứng trong họ Psephenidae. Loài này được Lee & Jäch miêu tả khoa học đầu tiên năm 1996.